# Fondazione Invernizzi
La Fondazione Romeo ed Enrica Invernizzi è un ente no-profit italiano, fondato all’inizio degli anni Novanta dai coniugi Romeo Invernizzi ed Enrica Pessina, impegnato nella promozione di iniziative scientifiche e culturali nei campi dell'economia, dell'agro-alimentare e della medicina-chirurgia. La sede della Fondazione è presso Palazzo Invernizzi, in Corso Venezia 32, Milano.

## Storia
La Fondazione è stata creata su iniziativa di Romeo Invernizzi, imprenditore di successo nel settore lattiero-caseario, e di sua moglie Enrica Pessina, figura attiva nella vita sociale milanese, con l'obiettivo di sostenere la ricerca scientifica in Italia e promuovere il progresso e il benessere sociale attraverso la conoscenza.

### Romeo ed Enrica Invernizzi
Romeo Invernizzi nasce nel 1906 in una famiglia di piccoli imprenditori caseari. Dopo la morte del padre nel 1941, assume la guida dell'azienda e lancia celebri campagne pubblicitarie come il Moretto Invernizzi, "Susanna tutta panna" e la mucca Carolina, che consolidano il successo del marchio. Nel 1966 viene nominato Cavaliere del Lavoro, e nel 1998 riceve una laurea honoris causa dall'Università Cattolica del Sacro Cuore. Insieme alla moglie Enrica Pessina, impegnata nella cultura e nella filantropia, sostiene il Teatro alla Scala e l'Ospedale Maggiore di Milano.
Nel 1991 fondano la Fondazione Invernizzi per sostenere la ricerca scientifica in Italia. Romeo presiede la Fondazione fino al 2004, anno della sua scomparsa; sua moglie Enrica gli succede alla guida fino al 2005, anno della sua morte.

## Missione e obiettivi
Come da statuto, la Fondazione si propone di:
(art. 3 dello Statuto)
La Fondazione garantisce trasparenza ed efficienza, preservando la propria autonomia grazie ai beni destinati dai fondatori per il rafforzamento delle proprie attività.

## Attività principali
- Sostegno alla ricerca: finanziamento di progetti di ricerca innovativi nei settori di interesse.
- Borse di studio: assegnazione di borse di studio a studenti meritevoli per favorire la formazione avanzata.
- Cattedre universitarie: istituzione e finanziamento di cattedre universitarie per supportare l'insegnamento e la ricerca accademica.
- Attività culturali: organizzazione di eventi presso il Centro Congressi di Palazzo Invernizzi.

## Sedi
- Palazzo Invernizzi: situato in Corso Venezia, è sede della Fondazione e del suo Centro Congressi. Il giardino è noto per la presenza di fenicotteri rosa.
- Villa Invernizzi: situata nella Tenuta di Trenzanesio nel comune di Rodano, è una residenza in stile palladiano, circondata da giardini all'italiana e fontane.

## Premio Invernizzi
Il Premio Fondazione Romeo ed Enrica Invernizzi è stato assegnato dal 1994 al 2003 a studiosi italiani nei campi dell'economia, delle scienze alimentari e, dal 1997, della medicina. A partire dal 2004, i premi sono stati convertiti in finanziamenti per la ricerca. 

### Vincitori
Di seguito, i vincitori suddivisi per anno:
2003
- Economia: Luigi Guatri
- Scienze alimentari: Gianfranco Piva
- Medicina: Renzo Dionigi

2002
- Economia: Giacomo Becattini
- Scienze alimentari: Giorgio Cantelli Forti
- Medicina: Claudio Bordignon

2001
- Economia: Massimo Livi Bacci
- Scienze alimentari: Erasmo Marrè
- Medicina: Giuseppe Mancia

2000
- Economia: Sergio Steve
- Scienze alimentari: Claudio Peri
- Medicina: Lorenzo Moretta

1999
- Economia: Vittorio Coda
- Scienze alimentari: Marcello Giovannini
- Medicina: Vittorio Erspamer

1998
- Economia: Giorgio Fuà
- Scienze alimentari: Donato Matassino
- Medicina: Attilio Maseri

1997
- Economia: Luigi Pasinetti
- Scienze alimentari: Pompeo Cappella
- Medicina: Umberto Veronesi

1996
- Economia: Tancredi Bianchi, Sergio Vaccà
- Scienze alimentari: Umberto Dianzani, Gian Tommaso Scarascia Mugnozza

1995
- Economia: Siro Lombardini
- Scienze alimentari: Francesco Salamini

1994
- Economia: Paolo Sylos Labini
- Scienze alimentari: Pier Paolo Resmini